# Maxine Hong Kingston

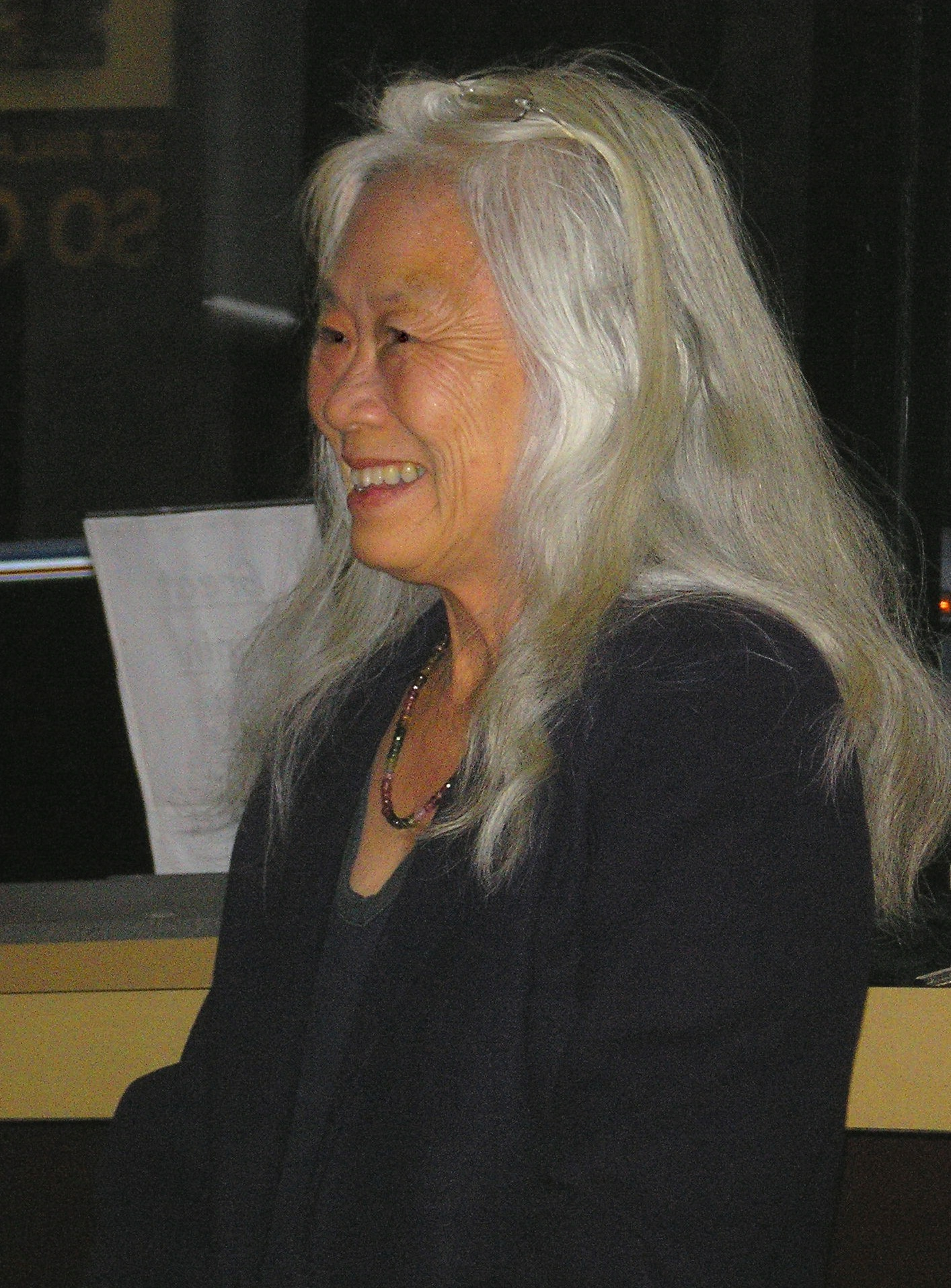
Maxine Hong Kingston in New York City im September 2006.

Maxine Hong Kingston (chinesisch: 湯婷婷, Tāng Tíng Tíng; * 27. Oktober 1940 in Stockton, Kalifornien) ist eine chinesisch-amerikanische Schriftstellerin und emeritierte Professorin (Literaturwissenschaftlerin) der University of California, Berkeley.

## Leben
Kingston ist die Tochter chinesischer Einwanderer. Ihr Vater, Tom Hong, ein Gelehrter, kam 1924 in die USA und betrieb dort eine Wäscherei. Ihre Mutter, Ying Lan Hong, eine Hebamme, konnte ihrem Mann erst 1939 nach Amerika folgen und arbeitete dort als traditionelle chinesische Heilerin. Kingston ist das dritte von acht Kindern und das älteste der sechs, die in den Vereinigten Staaten geboren sind.
Kingston studierte in Berkeley Englisch, erwarb 1962 ihren Bachelorgrad und arbeitete von 1965 an zunächst als Highschool-Lehrerin. 1967 ging sie nach Hawaii und begann dort zu schreiben. In den 1980er Jahren begann sie, an der UC Berkeley Schreiben zu lehren. Am 8. März 2003 wurde Kingston in Washington, D.C. während einer Demonstration gegen den Irak-Krieg verhaftet, weil sie eine Polizeiabsperrung durchbrochen hatte.
Kingston ist seit 1962 mit dem Schauspieler Earl Kingston verheiratet und hat mit ihm einen Sohn. Sie lebt in Oakland, Kalifornien.

## Werk
Kingston ist eine bedeutende Autorin der chinesisch-amerikanischen Literatur. Im Mittelpunkt ihrer Arbeiten stehen meist die Erfahrungen chinesischer Einwanderer in den Vereinigten Staaten. Mit Werken wie The Woman Warrior, in denen sie sich mit Fragen der sexuellen und der ethnischen Identität auseinandersetzt, hat sie überdies Beiträge zum Feminismus geleistet. Charakteristisch für Kingstons Schreiben ist eine Synthese aus fiktionalen und nicht-fiktionalen Elementen, die als kreative Nonfiction beschrieben worden ist. Sie wurde wiederholt mit bedeutenden Literaturpreisen geehrt.

## Veröffentlichungen und Auszeichnungen
- 1975 – No Name Woman (Essay)
- 1976 – The Woman Warrior: Memoirs of a Girlhood Among Ghosts (Autobiografie)

National Book Critics Circle Award, General Nonfiction Award
- 1980 – China Men

National Book Award for General Nonfiction
- 1987 – Hawai'i One Summer (Essaysammlung)
- 1987 – Through the Black Curtain
- 1989 – Tripmaster Monkey: His Fake Book (Roman)

PEN West Award in fiction
- 2002 – To Be The Poet
- 2003 – The Fifth Book of Peace
- 2006 – Veterans of War, Veterans of Peace (Anthologie; Herausgeberin)

California Book Award Special Award
Weitere Auszeichnungen:
- 1978 – Anisfield-Wolf Race Relations Award[5]
- 1982 – National Endowment for the Arts Writers Award
- 1992 – Mitglied der American Academy of Arts and Sciences
- 1997 – National Humanities Medal
- 2002 – Local Leaders in Philanthropy (Asian Pacific Fund)[6]
- 2008 – Medal for Distinguished Contribution to American Letters (National Book Foundation)[7]
- 2018 – Mitglied der American Academy of Arts and Letters[8]
- 2024 – Anisfield-Wolf Book Award fürs Lebenswerk

## Dokumentarfilm über Maxine Hong Kingston
- Maxine Hong Kingston: Talking Story (1990)